# 花形綾沙
花形 綾沙（はながた あやさ、1988年7月10日 - ）は、日本の元女優。東京都出身。
アイドルグループS★スパイシーに所属していた。
2010年春までスターダストプロモーションに所属していた。

## 来歴
- 2007年にテレビドラマ『モップガール』（テレビ朝日系列）でクールな女刑事役を演じ注目を集める。
- 2009年2月、ファッション雑誌『Ray』専属モデル卒業。
- 2009年7月より栗田萌、真下玲奈、葵と共にユニット「S★スパイシー」を結成し、約1年半活動した[1]。

## 出演作品

### テレビドラマ
- モップガール（2007年10月 - 12月、テレビ朝日） - 里見麗子 役
- 女子大生会計士の事件簿 第11、12話（2008年、BS-i） - 樋口双葉 役
- 東京少女 福永マリカ「会いたい」 （2008年、BS-i）
- 仮面ライダーディケイド 第10、11話（2009年、テレビ朝日） - 朱川 役
- 本音バナナ（2009年、フジテレビ） - サチ 役
- 7万人探偵ニトベ 第5話（2009年、BS朝日）
- オトメン（乙男）〜秋〜 第2話（2009年、フジテレビ）
- ヤマトナデシコ七変化 （2010年1月 - 3月、TBS） - ねね 役

### 映画
- 少林少女（2008年）- 二階綾沙 役

### CM
- 東芝「レグザ」
- カゴメ「野菜生活」
- ジョンソン・エンド・ジョンソン「アキュビュー オアシス」乱視用